# Cartoon Network Studios
Cartoon Network Studios (CNS) este un studio de animație american care este o subsidiară a Warner Bros. Television Group, o divizie a Warner Bros. Entertainment, parte a conglomeratului media Warner Bros. Discovery. Studioul este brațul de producție al Cartoon Network, și a fost fondat la 21 octombrie 1994 ca o divizie a Hanna-Barbera, până când cel din urmă a fost absorbit în Warner Bros. Animation pe 12 martie 2001.
Studioul produce și dezvoltă în principal programe și scurtmetraje animate pentru Cartoon Network, și a mai dezvoltat proprietăți pentru Adult Swim, Cartoonito și Max. Studioul a produs o mulțime de seriale, printre care Laboratorul lui Dexter, Fetițele Powerpuff (și adaptarea sa cinematografică), Johnny Bravo, Samurai Jack, Negrele aventuri ale lui Billy și Mandy, Casa Foster pentru prieteni imaginari, Tabăra lui Lazlo, Ben 10, Chowder, Minunatele peripeții ale lui Flapjack, Să-nceapă Aventura, Un show obișnuit, Unchiul bunic, Steven Univers, Clarence, Aventurile fraților urși, OK K.O.! Să fim eroi! și Trenul infinitului.
În 2000, canalul a cumpărat o clădire mare în Burbank, California ca să îi servească drept sediu. Cartoon Network Studios a operat în aceste facilități pentru peste 20 de ani, și de asemenea s-a extins în alte clădiri. În anii 2020, după mai multe fuzionări corporative, studioul a fost consolidat sub Warner Bros. Animation, și a continuat să opereze ca o divizie separată, deși a fost mutat la Second Century Development ca noul sediu al companiei la 1 august 2023.

## Istorie

### Anii 1990
În secolul 20, animația ca un mediu a devenit popular în televiziune. Hanna-Barbera a devenit studioul principal pentru programe de animație pe micul ecran, lansând o suită de seriale dominante, inclusiv Scooby-Doo, Familia Flintstones, Familia Jetsons și mai multe. Prin anii 1980, s-a dezvoltat televiziunea prin cablu, cu magnatul Ted Turner fiind unul din pionieri. Turner a fondat numeroase canale prin cablu și a cumpărat mulțimi de librării, iar în 1991 compania sa a semnat o înțelegere de parteneriat ca să achiziționeze Hanna-Barbera. Cartoon Network a fost dezvoltat ca o piață prin cablu ca să difuzeze aceste proprietăți de animație, care au fost alcătuite în mare parte din redifuzări H-B. Pe măsură ce canalul a crescut la numărul de abonați, executivii companiei cu sediul în Atlanta au dorit să aibă programe originale ca să suplimenteze librăria sa. Alte canale concentrate pe desene animate ca Nickelodeon și Disney Channel, au avut de asemenea studiouri în casă pe parcursul deceniului.
Cartoon Network Studios a originat în 1994 ca o divizie a Hanna-Barbera care s-a concentrat pe programe originale pentru Cartoon Network. Hanna-Barbera a avut sediul la Cahuenga Boulevard în Los Angeles din 1963, și a fost casa studioului, arhivelor și colecției largi de artă animată. Primele sale producții au inclus What a Cartoon!, un serial de antologie de scurtmetraje servind ca piloturi pentru programe CN noi. Primul dintre acestea, Laboratorul lui Dexter, a avut premiera în 1996 și a fost un succes imediat. În același an, Turner Broadcasting System s-a fuzionat cu Time Warner, iar Hanna-Barbera și-a închis campusul din Cahuenga, mutându-se la Sherman Oaks Galleria în apropiere de Sherman Oaks, unde s-a aflat Warner Bros. Animation. În timpul perioadei de tranziție, marca Cartoon Network Studios a fost scoasă pentru scurt timp, cu programele următoare, inclusiv Johnny Bravo și Fetițele Powerpuff folosind în schimb marca H-B.

### Anii 2000

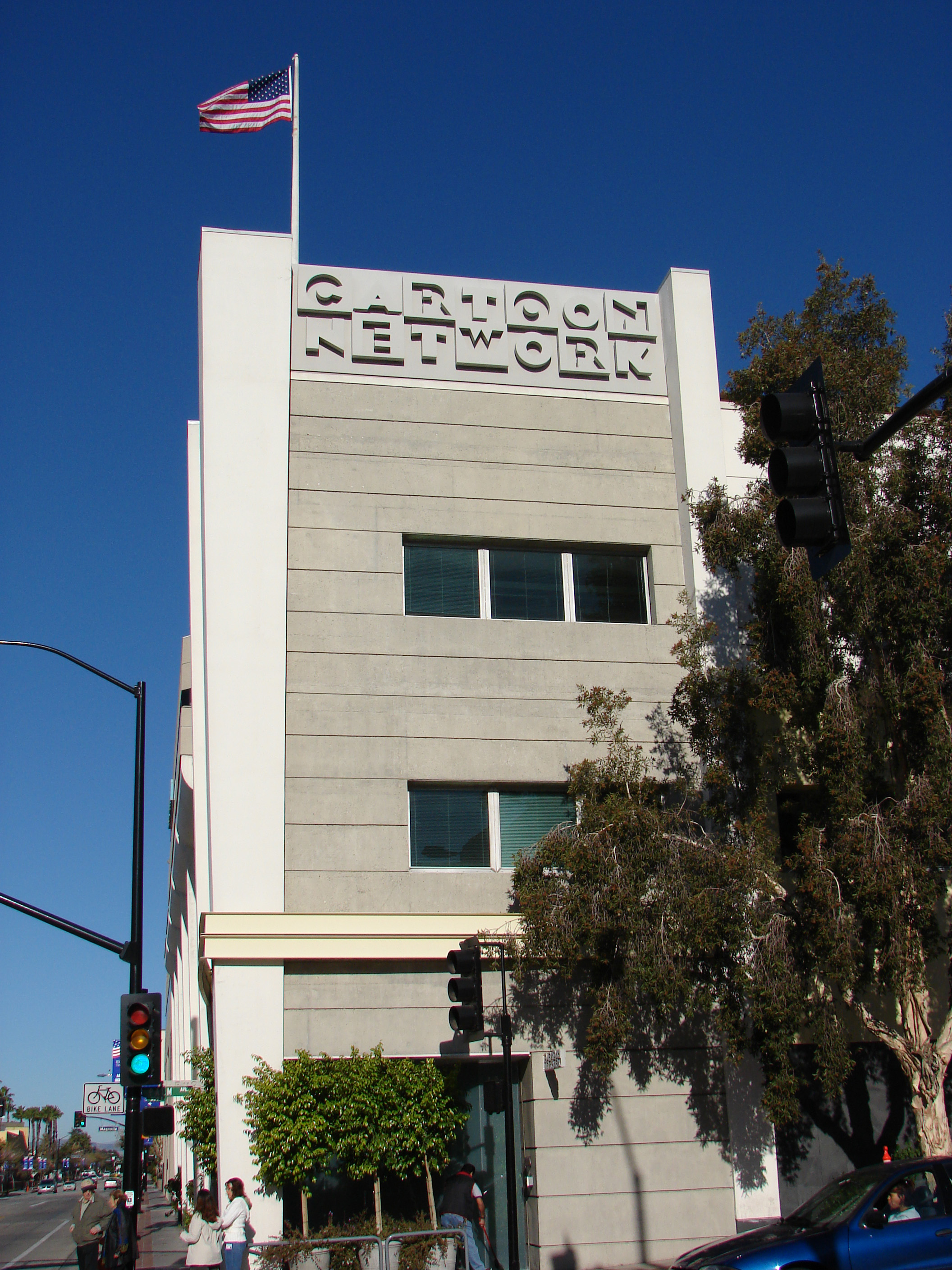
Fațada clădirii în 2007 cu primul logo al canalului.

Pe 21 iulie 1999, Cartoon Network a început oficial studioul ca să se separe de împăturirea lui Hanna-Barbera în Warner Bros. Animation. Canalul a cumpărat o clădire cu trei etaje de 43,000 de metri pătrați cu sediul la 300 N 3rd St. în Burbank, California pentru a-și așeza birourile, o fostă brutărie, și înainte de aceasta, locația unui schimb de telefoane Pacific Bell. Potrivit Cartoon Brew, canalul a cheltuit 1,2 milioane de $ ca să renoveze clădirea. Canalul a luat consiliere de la animatorii săi fruntași, Genndy Tartakovsky și Craig McCracken, pe locul noului studio și de asemenea propuneri de design pentru birourile sale.
În martie 2000, canalul a început să își transfere birourile de producție, și pe 22 mai 2000, studioul a fost botezat de animatorul veteran și consilierul de animație Joseph Barbera cu o sticlă de șampanie. Deschiderea oficială a clădirii a luat loc pe 24 august 2000; foștii angajați DiC și Nickelodeon Brian A. Miller și Jennifer Pelphrey au fost angajați să conducă studioul. Mike Lazzo, șeful de programe și dezvoltare pe atunci, a desenat un steag pirat, cu un craniu purtând logo-ul canalului în dinții săi, care a fluturat deasupra clădirii timp de câteva săptămâni înainte ca poliția locală să amenințe cu acțiune pentru lipsă de permis. Artiștii săi au urcat rapid spre casa scărilor cu mâzgălituri și alte graffiti care i-au umplut istoria de douăzeci de ani; a mai fost de asemenea casa unui mural realizat de artistul Ian Anderson cu titlul Mazeway to Heaven. Primele producții ale acestor birouri au fost Samurai Jack și Patrula timpului cu ambele având premiera în 2001.

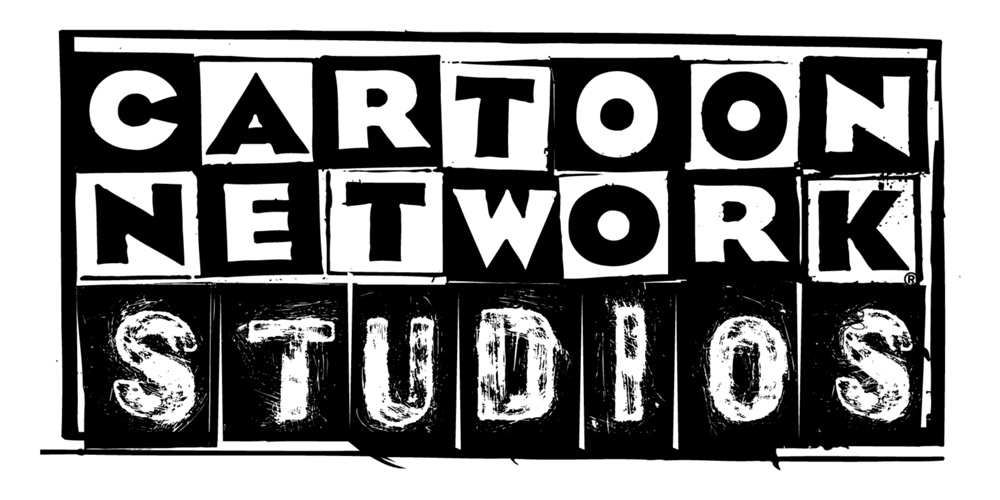
Logo folosit din 2001 până în 2012.

În anul 2002, Cartoon Network Studios a realizat două episoade pilot pentru blocul de program de noapte al Cartoon Network, Adult Swim: The Groovenians și Welcome to Eltingville, niciunul dintre ele fiind alese ca seriale. De asemenea, Cartoon Network Studios a produs singurul său film cinematografic, Fetițele Powerpuff: Filmul, care a fost primit cu căldură de critici, dar a fost o bombă a box-office. În 2006, Cartoon Network Studios a colaborat în premieră cu studioul soră Williams Street pentru Korgoth of Barbaria, un pilot televizat pe Adult Swim, care nici el nu a fost ales ca serial.
În anul 2007, Cartoon Network Studios a intrat în industria live action cu serialul hibrid live action/animat Din mintea lui Jimmy, apoi cu primele sale producții din întregime în live action cu filmele Ben 10 - Cursa împotriva timpului și Ben 10: Roiul extraterestru, cât și piloturile televizate Siblings, Locker 514 și Stan the Man. Primul său serial live action, Tower Prep, a fost difuzat în 2010. Mark Costa, un fost producător de seriale reality de New Line Television, a fost ales să supravegheze proiectele și compania de producție live action a Cartoon Network Studios, Alive and Kicking, Inc. Incredible Crew a fost ultima producție live-action a Cartoon Network Studios pentru Cartoon Network în 2013. În ciuda eșecului cu live action a canalului, infrastructura studioului a fost păstrată să facă producții live-action pentru blocul de program Adult Swim, identificându-se în direct ca Alive and Kicking, alături de alte două companii (Rent Now Productions și Factual Productions), în loc de Cartooon Network Studios.

### Anii 2010

Logo folosit din 2010 până în 2013.

În anul 2010, Să-nceapă Aventura și-a început difuzarea. A originat ca un scurtmetraj difuzat ca parte a serialului Random! Cartoons pe canalul Nicktoons, care nu a fost ales de acest canal ca un serial. Cartoon Network a preluat mai târziu serialul și producția s-a mutat la Cartoon Network Studios. Serialul a fost difuzat din 2010 până în 2018 cu 283 de episoade. Un film bazat pe serial a fost anunțat a fi în lucru în 2015, 2015, însă în 2018 Adam Muto a spus că nu a fost niciodată anunțat. În 2019, o continuare, Să-nceapă Aventura: Tărâmuri îndepărtate, a fost anunțată pentru HBO Max cu lansarea în 2020. Tot în acest an a debutat The Cartoonstitute, un serial incubator similar cu What a Cartoon!, pe Cartoon Network Video. Piloturile serialelor Un show obișnuit și Unchiul bunic au fost prezentate aici alături de alte scurtmetraje, cu pilotul Unchiul bunic de asemenea inspirând Secret Mountain Fort Awesome, care a precedat serialul actual.

Logo folosit din 2013 până în 2022.

În 2014, primul miniserial al studioului, Dincolo de hotarul grădinii, și-a dat premiera pe Cartoon Network. Familia Regală a urmat în anul următor. În 2016, studioul a produs seriale reboot bazate respectiv pe Fetițele Powerpuff și Ben 10. De asemenea, studioul a produs primul său serial bazat pe o serie de scurtmetraje online, Formidabilele Magisăbii.
În 2017, după ce planuri încă din 2002 de a face un film nu au mers, Samurai Jack s-a întors pe Adult Swim, pe blocul Toonami pentru un al cincilea și ultim sezon, fiind lăudat de critici, încheind serialul după ce a fost anulat de Cartoon Network în 2004. Tot atunci, s-a anunțat că Cartoon Network Studios, în colaborare cu Studio T, o să producă serialul de animație pentru adulți Hai că merge și așa de la creatorul serialului Un show obișnuit J. G. Quintel.
În 2019, după ce a realizat majoritatea din sezonul 1 al Harvey Birdman, Attorney at Law, sezonul 2 din Black Dynamite și sezonul 5 din Samurai Jack menționat mai sus și piloturile Welcome to Eltingville, The Groovenians și Korgoth of Barbaria menționate mai sus, Cartoon Network Studios a produs primul său serial realizat în întregime pentru Adult Swim, Primal, un serial de animație pentru adulți de la Genndy Tartakovsky. Primele cinci episoade au fost prezentate la o premieră limitată la cinematografe ca un film lungmetraj intitulat Primal: Tales of Savagery.
Cartoon Network Studios a început să realizeze programe pentru serviciul de streaming HBO Max al WarnerMedia începând cu Să-nceapă Aventura: Tărâmuri îndepărtate. După eșecul blocului său de programe de animație, Hai că merge și așa a fost de asemenea mutat de la TBS la HBO Max.
În anii 2010, studioul a început să-și depășească clădirea originală și a început să închirieze spațiu în alte facilități din districtul Burbank Media Center.

### Anii 2020
În anul 2020, președintele Warner Bros. Animation Sam Register a fost numit ca președinte al studioului, iar Amy Friedman a fost numită șefă de programe al Cartoon Network după ce Rob Sorcher a renunțat la pozițiile sale ca șef al studioului și director de conținut, trecând la Warner Bros. Television Group pentru o afacere generală de producție.
În 2021, s-a anunțat că Jason DeMarco a fost numit vicepreședinte senior de Anime și Seriale de Acțiune/Formă Lungă pentru Cartoon Network Studios și Warner Bros. Animation.
Pe 11 mai 2022, după ce Tom Ascheim a demisionat din postul său de președinte și a plecat, divizia Warner Bros. Global Kids, Young Adults and Classics a fost dizolvată ca rezultat al unei restructurări de către noul proprietar Warner Bros. Discovery, cu studiourile sale—inclusiv Cartoon Network Studios—relocate direct sub Warner Bros. Television.
Pe 11 octombrie 2022, departamentele de dezvoltare și producție ale Warner Bros. Animation și Cartoon Network Studios au fost consolidate ca parte a unei restructurări la Warner Bros. Television, cu Audrey Diehl supraveghând animații pentru copii și familie, Peter Girardi supraveghând animații pentru adulți și Sammy Perlmutter supraveghând producții animate de formă lungă. Fuzionarea nu a afectat producțiile lor ca mărci, cu Cartoon Network Studios continuând să se concentreze pe conținuturi originale iar Warner Bros. Animation pe francize clasice.
Pe 9 iulie 2023, Miller a anunțat prin Twitter că ușile studioului din Burbank al Cartoon Network Studios au fost închise la 1 august 2023, cu toate operațiunile transferate sub Warner Bros. Animation. Deși neconfirmat, Amid Amidi de la Cartoon Brew a raportat că echipele sale de producție s-au mutat la Second Century Development, o pereche de clădiri cu peste 800,000 de metri pătrați de spațiu de birouri, doar adiacent la lotul Warner Bros.

## Filmografie

### Seriale

#### Seriale de animație
| #                | Titlu                                    | Creator(i) / Dezvoltator(i)                                 | Ani                         | Coproducție cu                                      | Canal                      | Note |
| Anii 1990        | Anii 1990                                | Anii 1990                                                   | Anii 1990                   | Anii 1990                                           | Anii 1990                  | Anii 1990 |
| ---------------- | ---------------------------------------- | ----------------------------------------------------------- | --------------------------- | --------------------------------------------------- | -------------------------- | --- |
| 1                | The What a Cartoon! Show                 | Fred Seibert                                                | 1996–1997                   |                                                     | Cartoon Network            | Studioul a produs sub Hanna-Barbera episoadele 7c, 10c–12b, 13a–14b, 15a și 16. Cunoscut alternativ ca World Premiere Toons, What a Cartoon! și The Cartoon Cartoon Show.                                                     |
| 2                | Laboratorul lui Dexter                   | Genndy Tartakovsky                                          | 1996–1997                   |                                                     | Cartoon Network            | Spin-off al scurtmetrajelor What a Cartoon! „Laboratorul lui Dexter” și „Sora cea mare”. Studioul a produs sub Hanna-Barbera sezonul 1 și independent sezoanele 3 și 4.                                                       |
| 2                | Laboratorul lui Dexter                   | Genndy Tartakovsky                                          | 2001–2003                   |                                                     | Cartoon Network            | Spin-off al scurtmetrajelor What a Cartoon! „Laboratorul lui Dexter” și „Sora cea mare”. Studioul a produs sub Hanna-Barbera sezonul 1 și independent sezoanele 3 și 4.                                                       |
| Anii 2000        |                                          |                                                             |                             |                                                     |                            | |
| 3                | Patrula timpului                         | Dave Wasson                                                 | 2001–2003                   |                                                     | Cartoon Network            | |
| 4                | Samurai Jack                             | Genndy Tartakovsky                                          | 2001–2004                   |                                                     | Cartoon Network            | |
| 4                | Samurai Jack                             | Genndy Tartakovsky                                          | 2017                        | Williams Street                                     | Toonami                    | |
| 5                | Grim & Evil                              | Maxwell Atoms                                               | 2001–2002                   |                                                     | Cartoon Network            | Spin-off al scurtmetrajului Cartoon Cartoon „Negrele aventuri ale lui Billy și Mandy: ‘Billy și Mandy fac cunoștință cu Spintecătorul Negru’” care a fost produs de Hanna-Barbera și a câștigat primul maraton Bug Pick Show. |
| 6                | Harvey Birdman, Attorney At Law          | Michael Ouweelen Erik Richter                               | 2002–2004                   | Allied Art & Science (sezonul 1, episoadele 3 și 4) | Adult Swim                 | Studioul a produs sezonul 1, episoadele 3–9. |
| 7                | Ce s-a întâmplat cu... Robot Jones?      | Greg Miller Mike Stern                                      | 2002–2003                   |                                                     | Cartoon Network            | Spin-off al scurtmetrajului Cartoon Cartoon „Whatever Happened to Robot Jones?” care a fost produs de Hanna-Barbera și difuzat ca parte a maratonului Big Pick Show.                                                          |
| 8                | Fetițele Powerpuff                       | Craig McCracken                                             | 2002–2005                   |                                                     | Cartoon Network            | Spin-off al scurtmetrajelor What a Cartoon! „Faceți cunoștință cu Fuzzy Lumpkins” și „Crima 101”. Studioul a produs sezoanele 5 și 6.                                                                                         |
| 9                | Negrele aventuri ale lui Billy și Mandy  | Maxwell Atoms                                               | 2003–2007                   |                                                     | Cartoon Network            | Ambele spin-off-uri ale Negru și rău. |
| 10               | Răul cu Carne                            | Maxwell Atoms                                               | 2003–2004                   |                                                     | Cartoon Network            | Ambele spin-off-uri ale Negru și rău. |
| 11               | Războiul stelelor: Războiul clonelor     | Genndy Tartakovsky                                          | 2003–2005                   | Lucasfilm, Ltd.                                     | Cartoon Network            | Drepturi deținute în prezent de Disney Platform Distribution. |
| 12               | Johnny Bravo                             | Van Partible                                                | 2004                        |                                                     | Cartoon Network            | Spin-off al scurtmetrajelor What a Cartoon! „Johnny Bravo”, „Băiatul Junglei în ‘Domnul Maimuțoi’” și „Johnny Bravo și amazoanele”. Studioul a produs sezonul 4.                                                              |
| 13               | Mega XLR                                 | Jody Schaeffer George Krstic                                | 2004–2005                   |                                                     | Cartoon Network            | Spin-off al scurtmetrajului Cartoon Cartoon „LowBrow: ‘Test Drive’”, care a fost difuzat ca parte a maratonului Cartoon Cartoon Weekend Summerfest.                                                                           |
| 14               | Casa Foster pentru prieteni imaginari    | Craig McCracken Lauren Faust Mike Moon                      | 2004–2009                   |                                                     | Cartoon Network            | |
| 15               | Hi Hi Puffy AmiYumi                      | Sam Register Shakeh Hagnazarian                             | 2004–2006                   | Renegade Animation                                  | Cartoon Network            | Bazat pe duo-ul de rock/pop Puffy AmiYumi. |
| 16               | Juniper Lee                              | Judd Winick                                                 | 2005–2007                   |                                                     | Cartoon Network            | |
| 17               | Tabăra lui Lazlo                         | Joe Murray                                                  | 2005 (sneak peek) 2006–2008 |                                                     | Cartoon Network            | |
| 18               | Colegul meu de sală e o maimuță          | Julie McNally-Cahill Timothy Cahill                         | 2005 (sneak peek) 2006–2008 |                                                     | Cartoon Network            | Difuzate pentru prima dată în timpul Sneak Peek Week pe Cartoon Network la sfârșitul anului 2005 înainte de premiera oficială în 2006.                                                                                        |
| 19               | Ben 10                                   | Man of Action                                               | 2005 (sneak peek) 2006–2008 |                                                     | Cartoon Network            | Difuzate pentru prima dată în timpul Sneak Peek Week pe Cartoon Network la sfârșitul anului 2005 înainte de premiera oficială în 2006.                                                                                        |
| 20               | Băiatul Veveriță                         | Everett Peck                                                | 2006–2007                   |                                                     | Cartoon Network            | |
| 21               | Clasa lui 3000                           | André Benjamin Thomas W. Lynch Patric M. Verone             | 2006–2008                   | Tom Lynch Company Moxie Turtle                      | Cartoon Network            | |
| 22               | Chowder                                  | C.H. Greenblatt                                             | 2007–2010                   |                                                     | Cartoon Network            | |
| 23               | Transformers Animated                    | Sam Register Matt Youngberg Derrick J. Wyatt Marty Isenberg | 2007–2009                   | Hasbro Entertainment                                | Cartoon Network            | Drepturi deținute în prezent de Hasbro. |
| 24               | Ben 10: Echipa extraterestră             | Man of Action Dwayne McDuffie Glen Murakami                 | 2008–2010                   |                                                     | Cartoon Network            | Continuare a Ben 10. |
| 25               | Minunatele peripeții ale lui Flapjack    | Thurop Van Orman                                            | 2008–2010                   |                                                     |                            | |
| Anii 2010        |                                          |                                                             |                             |                                                     |                            | |
| 26               | Să-nceapă Aventura                       | Pendleton Ward                                              | 2010–2018                   | Frederator Studios                                  | Cartoon Network            | Bazat pe „Adventure Time”, un scurtmetraj care a fost difuzat ca parte a Random! Cartoons pe Nicktoons. |
| 27               | Ben 10: Ultimate Alien                   | Man of Action Dwayne McDuffie Glen Murakami                 | 2010–2012                   |                                                     | Cartoon Network            | Continuare a Ben 10: Echipa extraterestră. |
| 28               | Generator Rex                            | Man of Action Rob Hoegee                                    | 2010–2013                   |                                                     | Cartoon Network            | Primul serial produs de Cartoon Network Studios bazat pe o bandă desenată. |
| 29               | The Cartoonstitute                       | Rob Sorcher                                                 | 2010                        |                                                     | Cartoon Network Video      | |
| 30               | Un show obișnuit                         | J. G. Quintel                                               | 2010–2017                   |                                                     | Cartoon Network            | |
| 31               | Titanul simbionic                        | Genndy Tartakovsky Bryan Andrews Paul Rudish                | 2010–2011                   | Orphanage Animation Studios                         | Cartoon Network            | |
| 32               | Robotomy                                 | Michael Buckley Joe Deasy                                   | 2010–2011                   | World Leaders Entertainment                         | Cartoon Network            | |
| 33               | The Problem Solverz                      | Ben Jones                                                   | 2011                        | Mirari Films                                        | Cartoon Network            | Inițial plănuit pentru difuzare pe Adult Swim sub titlul Neon Knome, a fost mai târziu preluat de Cartoon Network. |
| 33               | The Problem Solverz                      | Ben Jones                                                   | 2013                        | Mirari Films                                        | Netflix                    | Inițial plănuit pentru difuzare pe Adult Swim sub titlul Neon Knome, a fost mai târziu preluat de Cartoon Network. |
| 34               | Secret Mountain Fort Awesome             | Pete Browngardt                                             | 2011–2012                   |                                                     | Cartoon Network            | Spin-off al pilotului Unchiul bunic. |
| 34               | Secret Mountain Fort Awesome             | Pete Browngardt                                             | 2012                        | iTunes                                              |                            | Spin-off al pilotului Unchiul bunic. |
| 35               | Ben 10: Omniverse                        | Man of Action Derrick J. Wyatt Matt Youngberg               | 2012–2014                   |                                                     | Cartoon Network            | Continuare a Ben 10: Ultimate Alien. |
| 36               | Unchiul bunic                            | Pete Browngardt                                             | 2013–2017                   |                                                     | Cartoon Network            | Spin-off al Secret Mountain Fort Awesome. |
| 37               | Steven Univers                           | Rebecca Sugar                                               | 2013–2019                   |                                                     | Cartoon Network            | |
| 38               | Mixels                                   | John Fang David P. Smith                                    | 2014–2016                   | Grupul Lego                                         | Cartoon Network            | |
| 39               | Clarence                                 | Skyler Page                                                 | 2014–2018                   |                                                     | Cartoon Network            | |
| 40               | Black Dynamite                           | Carl Jones                                                  | 2014–2015                   | Ars Nova N-BOMB SQUAD Williams Street               | Adult Swim                 | Studioul a produs sezonul 2. |
| 41               | Dincolo de hotarul grădinii              | Patrick McHale                                              | 2014                        |                                                     | Cartoon Network            | Primul miniserial produs de Cartoon Network Studios. |
| 42               | Aventurile fraților urși                 | Daniel Chong                                                | 2015–2019                   |                                                     | Cartoon Network            | Al doilea serial produs de Cartoon Network Studios bazat pe o bandă desenată. |
| 43               | Familia Regală                           | Sean Szeles                                                 | 2015                        |                                                     | Cartoon Network            | Al doilea miniserial produs de Cartoon Network Studios. |
| 44               | Fetițele Powerpuff (2016)                | Bob Boyle Nick Jennings                                     | 2016–2019                   |                                                     | Cartoon Network            | Primul serial original reboot produs de Cartoon Network Studios. |
| 45               | Formidabilele Magisăbii                  | Kyle A. Carozza                                             | 2016–2019                   |                                                     | Cartoon Network            | Primul serial produs de Cartoon Network Studios bazat pe un serial online. |
| 46               | Ben 10                                   | Man of Action                                               | 2016–2021                   |                                                     | Cartoon Network            | Al doilea serial original reboot produs de Cartoon Network Studios. |
| 47               | OK K.O.! Să fim eroi!                    | Ian Jones-Quartey                                           | 2017–2019                   |                                                     | Cartoon Network            | Al doilea serial produs de Cartoon Network Studios bazat pe un serial online. |
| 48               | Măr și Ceapă                             | George Gendi                                                | 2018–2021                   |                                                     | Cartoon Network            | |
| 49               | Craig și dumbrava                        | Matt Burnett Ben Levin Shauna McGarry                       | 2018–2025                   |                                                     | Cartoon Network            | |
| 50               | Insula Taberei de Vară                   | Julia Pott                                                  | 2018–2023                   |                                                     | Cartoon Network            | |
| 50               | Insula Taberei de Vară                   | Julia Pott                                                  | 2020–2021                   | HBO Max                                             |                            | |
| 51               | Victor și Valentino                      | Diego Molano                                                | 2019–2022                   |                                                     | Cartoon Network            | |
| 52               | Mao Mao: Eroii inimii curate             | Parker Simmons                                              | 2019–2020                   | Titmouse, Inc.                                      | Cartoon Network            | |
| 53               | Trenul infinitului                       | Owen Dennis                                                 | 2019–2020                   |                                                     | Cartoon Network            | |
| 53               | Trenul infinitului                       | Owen Dennis                                                 | 2020–2021                   | HBO Max                                             |                            | |
| 54               | Primal                                   | Genndy Tartakovsky                                          | 2019–prezent                | Williams Street                                     | Adult Swim                 | |
| 55               | Steven Univers Viitor                    | Rebecca Sugar                                               | 2019–2020                   |                                                     | Cartoon Network            | Continuare a Steven Univers. |
| Anii 2020        |                                          |                                                             |                             |                                                     |                            | |
| 56               | JJ Villard's Fairy Tales                 | JJ Villard                                                  | 2020                        | Villard Film Williams Street                        | Adult Swim                 | |
| 57               | Să-nceapă aventura: Tărâmuri îndepărtate | Adam Muto                                                   | 2020–2021                   | Frederator Studios                                  | HBO Max                    | Al treilea miniserial produs de Cartoon Network Studios. |
| 58               | Hai că merge și așa                      | J. G. Quintel Sean Szeles Matt Price Calvin Wong            | 2020–2022                   |                                                     | HBO Max                    | Inițial plănuit pentru difuzare pe TBS, a fost preluat mai târziu de HBO Max. A fost difuzat mai târziu pe TBS. |
| 59               | Tig n' Seek                              | Mike Chillian                                               | 2020–2022                   |                                                     | HBO Max Cartoon Network    | Inițial plănuite pentru difuzare pe Cartoon Network, au fost preluate mai târziu de HBO Max. Au fost difuzate mai târziu pe Cartoon Network.                                                                                  |
| 60               | Fungii!                                  | Stephen P. Neary                                            | 2020–2021                   |                                                     | HBO Max Cartoon Network    | Inițial plănuite pentru difuzare pe Cartoon Network, au fost preluate mai târziu de HBO Max. Au fost difuzate mai târziu pe Cartoon Network.                                                                                  |
| 61               | Aventurile fraților ursuleți             | Manny Hernandez                                             | 2022–prezent                |                                                     | Cartoon Network            | Spin-off al Aventurile fraților urși. |
| 62               | Unicorn: Războinicii Eterni              | Genndy Tartakovsky                                          | 2023–prezent                |                                                     | Adult Swim                 | Inițial plănuit pentru difuzare pe Cartoon Network ca parte a blocului ACME Night, a fost preluat mai târziu de Adult Swim. A fost difuzat mai târziu pe ACME Night.                                                          |
| 63               | Să-nceapă Aventura: Fionna și Cake       | Adam Muto                                                   | 2023–prezent                | Frederator Studios                                  | Max                        | Spin-off al Să-nceapă Aventura. |
| 64               | Jessica și marea ei lume mică            | Matt Burnett Ben Levin Tiffany Ford                         | 2023–2024                   |                                                     | Cartoonito Cartoon Network | Spin-off al Craig și dumbrava. Primul serial pentru preșcolari produs de Cartoon Network Studios. |
| 65               | Invincible Fight Girl                    | Juston Gordon-Montgomery                                    | 2024–prezent                |                                                     | Adult Swim                 | Inițial plănuit pentru difuzare pe Cartoon Network. |
| Seriale viitoare |                                          |                                                             |                             |                                                     |                            | |
| 66               | Adventure Time: Side Quests              | Nate Cash                                                   | 2026                        |                                                     | Cartoon Network            | Prequel al Să-nceapă aventura. |
| 67               | Regular Show: Lost Tapes                 | J. G. Quintel                                               | VFA                         |                                                     | Cartoon Network            | Spin-off al Un show obișnuit |
| 68               | Adventure Time: Heyo BMO                 | Adam Muto Ashlyn Anstee                                     | VFA                         |                                                     | Cartoon Network            | Spin-off al Să-nceapă aventura. Al doilea serial pentru preșcolari produs de Cartoon Network Studios |
| 69               | Heist_Safari                             | Genndy Tartakovsky                                          | VFA                         |                                                     | Adult Swim                 | [ 55 ] |
| 70               | SuperMutant Magic Academy                | J. G. Quintel Jillian Tamaki                                | VFA                         |                                                     | Adult Swim                 | Al treilea serial produs de Cartoon Network Studios bazat pe o bandă desenată. |
| 71               | Steven Universe: Lars of the Stars       | Rebecca Sugar Ian Jones Quartey                             | VFA                         |                                                     | Amazon Prime Video         | Continuare a Steven Univers. Primul serial Cartoon Network Studios produs pentru Amazon Prime Video. |

#### Seriale live action
| #         | Titlu                                        | Creator(i) / Dezvoltator(i)             | Ani       | Coproducție cu                                     | Platformă       | Note |
| Anii 2000 | Anii 2000                                    | Anii 2000                               | Anii 2000 | Anii 2000                                          | Anii 2000       | Anii 2000 |
| --------- | -------------------------------------------- | --------------------------------------- | --------- | -------------------------------------------------- | --------------- | --- |
| 1         | Din mintea lui Jimmy                         | Tim McKeon Adam Pava                    | 2007–2008 | Brookwell McNamara Entertainment                   | Cartoon Network | Primul serial live action/animație produs de Cartoon Network Studios și singurul care a fost produs pentru Cartoon Network. Bazat pe filmul cu același nume de același gen.         |
| Anii 2010 |                                              |                                         |           |                                                    |                 | |
| 2         | Tower Prep                                   | Paul Dini                               | 2010      | Dolphin Entertainment                              | Cartoon Network | |
| 3         | Invincibilii                                 | Derek Guiley David Schneiderman         | 2012–2013 | D and D Productions                                | Cartoon Network | Studioul a produs sub Alive and Kicking, Inc. |
| 4         | Incredible Crew                              | Nick Cannon                             | 2013      | N'Credible Entertainment                           | Cartoon Network | Studioul a produs sub Alive and Kicking, Inc. |
| 5         | Million Dollar Extreme Presents: World Peace | Million Dollar Extreme                  | 2016      | Million Dollar Extreme Williams Street             | Adult Swim      | Studioul a produs sub Rent Now Productions. |
| 6         | Dream Corp LLC                               | Daniel Stressen                         | 2016–2019 | Sunday Night Productions Williams Street           | Adult Swim      | Al doilea serial live action/animație produs de Cartoon Network Studios și primul care a fost produs pentru Adult Swim. Studioul a produs sezoanele 2 și 3 sub Alive & Kicking Inc. |
| 7         | Joe Pera Talks With You                      | Joe Pera                                | 2018–2021 | Chestnut Walnut Unlimited Williams Street          | Adult Swim      | Studioul a produs sub Factual Productions în sezonul 1 și Alive & Kicking Inc. în sezoanele 2 și 3.                                                                                 |
| 8         | Mostly 4 Millenials                          | Derrick Beckles                         | 2018      | TV Carnage Sick Duck Productions Williams Street   | Adult Swim      | Studioul a produs sub Factual Productions. |
| 9         | Tropical Cop Tales                           | Jim Hosking Toby Harvard                | 2018–2019 | Another HH Production Williams Street              | Adult Swim      | Studioul a produs sub Alive & Kicking Inc. |
| Anii 2020 |                                              |                                         |           |                                                    |                 | |
| 10        | Three Busy Debras                            | Sandy Honig Mitra Jouhari Alyssa Stonoh | 2020–2022 | Paper Kite Productions Mail Lizard Williams Street | Adult Swim      | Studioul a produs sub Alive and Kicking, Inc. |

#### Seriale scurtmetraj
| #         | Titlu                                                | Creator(i) / Dezvoltator(i)                      | Ani             | Coproducție cu       | Platformă                                                                    | Note                                                                 |
| Anii 2000 | Anii 2000                                            | Anii 2000                                        | Anii 2000       | Anii 2000            | Anii 2000                                                                    | Anii 2000                                                            |
| --------- | ---------------------------------------------------- | ------------------------------------------------ | --------------- | -------------------- | ---------------------------------------------------------------------------- | -------------------------------------------------------------------- |
| 1         | Scurtmetraje Casa Foster pentru prieteni imaginari   | Craig McCracken Lauren Faust Mike Moon           | 2006–2007       |                      | Cartoon Network                                                              |                                                                      |
| 2         | Scurtmetraje Colegul meu de sală e o maimuță         | Julie McNally-Cahill Timothy Cahill              | 2006–2008       |                      | Cartoon Network                                                              |                                                                      |
| 3         | Billy's Birthday Shorties                            | Maxwell Atoms                                    | 2006            |                      | Cartoon Network                                                              |                                                                      |
| 4         | Scurtmetraje Tabăra lui Lazlo                        | Joe Murray                                       | 2006–2008       |                      | Cartoon Network                                                              |                                                                      |
| 5         | Scurtmetraje Juniper Lee                             | Judd Winick                                      | 2006–2007       |                      | Cartoon Network                                                              |                                                                      |
| 6         | Irwin Hearts Mandy                                   | Maxwell Atoms                                    | 2007            |                      | Cartoon Network                                                              |                                                                      |
| 7         | Scurtmetraje Minunatele peripeții ale lui Flapjack   | Thurop Van Orman                                 | 2007            |                      | Cartoon Network                                                              |                                                                      |
| 8         | Scurtmetraje Negrele aventuri ale lui Billy și Mandy | Maxwell Atoms                                    | 2007            |                      | Cartoon Network                                                              |                                                                      |
| 9         | Scurtmetraje Ben 10                                  | Man of Action                                    | 2007–2012       |                      | Cartoon Network                                                              |                                                                      |
| 10        | Scurtmetraje Băiatul Veveriță                        | Everett Peck                                     | 2008            |                      | Cartoon Network                                                              |                                                                      |
| Anii 2010 |                                                      |                                                  |                 |                      |                                                                              |                                                                      |
| 11        | Scurtmetraje Un show obișnuit                        | J. G. Quintel                                    | 2011; 2015–2017 |                      | Direct-pe-video (2011) Cartoon Network (2015–2017)                           |                                                                      |
| 12        | Scurtmetraje Să-nceapă Aventura                      | Pendleton Ward                                   | 2012; 2015–2017 | Frederator Studios   | Direct-pe-video (2012) CartoonNetwork.com (2015–2017) Cartoon Network (2016) |                                                                      |
| 13        | Mixels                                               | John Fang David P. Smith                         | 2014–2016       | Grupul Lego          | Cartoon Network                                                              |                                                                      |
| 14        | Formidabilele Magisăbii                              | Kyle A. Carozza                                  | 2015–2017       |                      | Cartoon Network App (2015–2016) MagiMobile (2016–2017)                       | Primul serial original online produs de Cartoon Network Studios.     |
| 15        | Scurtmetraje Clarence                                | Skyler Page                                      | 2015–2018       |                      | Cartoon Network                                                              |                                                                      |
| 16        | Scurtmetraje Aventurile fraților urși                | Daniel Chong                                     | 2015–2017       |                      | Cartoon Network                                                              |                                                                      |
| 17        | Scurtmetraje Unchiul bunic                           | Pete Browngardt                                  | 2015–2017       |                      | Cartoon Network                                                              |                                                                      |
| 18        | Scurtmetraje Steven Univers                          | Rebecca Sugar                                    | 2015–2021       |                      | Cartoon Network                                                              |                                                                      |
| 19        | OK K.O.! Să fim eroi!                                | Ian-Jones Quartey                                | 2016–2017       |                      | Cartoon Network App                                                          | Al doilea serial original online produs de Cartoon Network Studios.  |
| 20        | Scurtmetraje Fetițele Powerpuff                      | Bob Boyle Nick Jennings                          | 2016–2017       |                      | Cartoon Network                                                              |                                                                      |
| 21        | Get 'Em, Tommy!                                      | Victor Courtright                                | 2016            |                      | YouTube                                                                      | Al treilea serial original online produs de Cartoon Network Studios. |
| 22        | Scurtmetraje Ben 10 (2016)                           | Man of Action                                    | 2017–2019       |                      | Cartoon Network                                                              |                                                                      |
| 23        | Scurtmetraje Măr și Ceapă                            | George Gendi                                     | 2018            |                      | Cartoon Network                                                              |                                                                      |
| 24        | DIY                                                  | Isaiah Saxton Sean Hellfristch Daren Rabinovitch | 2018            | Encyclopedia Pictura | YouTube                                                                      |                                                                      |
| 25        | Trenul infinitului: Documentarele trenului           | Owen Dennis                                      | 2019            |                      | Cartoon Network                                                              |                                                                      |
| 26        | Scurtmetraje Craig și dumbrava                       | Matt Burnett Ben Levin Shauna McGarry            | 2019–prezent    |                      | Cartoon Network                                                              |                                                                      |

### Scurtmetraje
| #         | Titlu                   | Creator(i)                        | An        | Note |
| Anii 2000 | Anii 2000               | Anii 2000                         | Anii 2000 | Anii 2000 |
| --------- | ----------------------- | --------------------------------- | --------- | --- |
| 1         | Angels with Dirty Faces | Sugababes Cartoon Network Studios | 2002      | Singurul videoclip scurtmetraj produs de Cartoon Network Studios. |
| 2         | The Great Pinkerton     | John McIntyre                     | 2004      | Prezentat ca parte a serialului de antologie Sunday Pants în 2005. |
| 3         | Flower Pals             | Cartoon Network Studios           | 2005      | |
| 4         | Mr. Pike                | Lilian Hughes                     | 2012      | Primul scurtmetraj câștigător al Young Writers Program, un proiect școlar special creat în 2010 de fosta executivă a studioului Zita Lefebvre în parteneriat cu Școala Elementară R.L. Stevenson, Burbank. Creatorul Lillian Hughes a fost un student de clasa a cincea la aceeași scoală.         |
| 5         | You Are Special         | Sherryn Sim                       | 2013      | Al doilea scurtmetraj câștigător al Young Writers Program. Folosit la campania Cartoon Network "Stop Bullying: Speak Up", creatorul Sherryn Sim a fost un student de clasa a opta la Școala Gimnazială D.S. Jordan.                                                                                |
| 6         | Revelation              | Boys & Girls Club of Burbank      | 2014      | Scurtmetraj creat de nouă copii de gimnaziu/liceu membri ai clubului pentru campania Cartoon Network "Stop Bullying: Speak Up". Acești membri sunt: Tamara Chehata, Jonathan Morgan, James Casey, ZanyQa Price, Stephanie Reyes, Karina Lopez, Rosio Iniguez, Aaliyah Arellano și Angela Ayvazyan. |
| Anii 2020 |                         |                                   |           | |
| 7         | Pibby                   | Dodge Greenley                    | 2021      | Concept de trailer scurt produs de studio care a fost lansat pe canalul de YouTube al Adult Swim. A devenit popular pe scară largă online și conceptul a fost extins în trasmisia Adult Swim de Ziua Păcălelilor din 2022.                                                                         |

### Speciale

#### Speciale de animație
| #         | Titlu                                           | An        | Coproducție cu                 | Canal           | Note |
| Anii 2000 | Anii 2000                                       | Anii 2000 | Anii 2000                      | Anii 2000       | Anii 2000                                                                                                 |
| --------- | ----------------------------------------------- | --------- | ------------------------------ | --------------- | --- |
| 1         | Un crăciun cu Johnny Bravo                      | 2001      |                                | Cartoon Network | |
| 2         | Fetițele Powerpuff: Lupta dinaintea Crăciunului | 2003      |                                | Cartoon Network | |
| 3         | E Sfântul Valentin, Johnny Bravo                | 2004      |                                | Cartoon Network | |
| 4         | The Class of 3000 Christmas Special             | 2007      | Tom Lynch Company Moxie Turtle | Cartoon Network | |
| 5         | Underfist                                       | 2008      |                                | Cartoon Network | Pilot spin-off al Negrele aventuri ale lui Billy și Mandy.                                                |
| 6         | Fetițele Powerpuff sunt cele mai tari!!!        | 2009      |                                | Cartoon Network | Special aniversar pentru 10 ani și final al serialului Fetițele Powerpuff.                                |
| Anii 2010 |                                                 |           |                                |                 | |
| 7–12      | Un show obișnuit: Povești de groază din parc    | 2011–2016 |                                | Cartoon Network | Serie de episoade speciale anuale de Halloween difuzate în sezoanele 3–8 ale serialului Un show obișnuit. |
| 13        | Fetițele Powerpuff: Dans cu pantalonii-n vine   | 2014      |                                | Cartoon Network | Special de animație pe computer bazat pe Fetițele Powerpuff.                                              |
| 14        | Să-nceapă Aventura: Originile lui Marceline     | 2015      | Frederator Studios             | Cartoon Network | Miniseriale.                                                                                              |
| 15        | Să-nceapă Aventura: Insulele                    | 2016      | Frederator Studios             | Cartoon Network | Miniseriale.                                                                                              |
| 16        | Să-nceapă Aventura: Elementele                  | 2017      | Frederator Studios             | Cartoon Network | Miniseriale.                                                                                              |
| 17        | Clarence: O noapte furtunoasă                   | 2017      |                                | Cartoon Network | Miniseriale.                                                                                              |
| Anii 2020 |                                                 |           |                                |                 | |
| 18        | Ben 10: Ben 10,010                              | 2021      |                                | Cartoon Network | |
| 19        | Ben 10: Ben Gen 10                              | 2021      |                                | Cartoon Network | |
| 20        | Ben 10: eXterminare                             | 2021      |                                | Cartoon Network | Finalul serialului Ben 10 (2016).                                                                         |

#### Speciale live action
| #         | Titlu                                              | An        | Coproducție cu                                                           | Canal      | Note |
| Anii 2010 | Anii 2010                                          | Anii 2010 | Anii 2010                                                                | Anii 2010  | Anii 2010 |
| --------- | -------------------------------------------------- | --------- | ------------------------------------------------------------------------ | ---------- | --- |
| 1         | The Adult Swim Golf Classic: Daly vs. Scott        | 2016      | J.O.N. Williams Street                                                   | Adult Swim | Studioul a produs sub Alive and Kicking, Inc.                                                                |
| 2         | Joe Pera Helps You Find the Perfect Christmas Tree | 2016      | Chestnut Walnut Unlimited Williams Street                                | Adult Swim | Studioul a produs sub Rent Now Productions.                                                                  |
| 3–4       | Mr. Neighbor's House                               | 2016–2018 | El Zombie, Inc. Mantzoukas Marimacha The Corddry Company Williams Street | Adult Swim | Speciale live action cu păpuși. Studioul a produs sub Alive and Kicking, Inc. Două speciale au fost produse. |
| 5         | Hunky Boys Go Ding-Dong                            | 2018      | PFFR Steak Beef Bee Jamesandwich Beef Version Williams Street            | Adult Swim | Studioul a produs sub Factual Productions.                                                                   |
| 6–7       | Soft Focus with Jena Friedman                      | 2018–2019 | CNT Productions Williams Street                                          | Adult Swim | Studioul a produs sub Factual Productions. Două speciale au fost produse.                                    |

### Filme

#### Filme de animație
| #         | Titlu                                                               | An        | Coproducție cu                                                       | Canal           | Note |
| Anii 2000 | Anii 2000                                                           | Anii 2000 | Anii 2000                                                            | Anii 2000       | Anii 2000 |
| --------- | ------------------------------------------------------------------- | --------- | -------------------------------------------------------------------- | --------------- | --- |
| 1         | Samurai Jack: The Premiere Movie                                    | 2001      |                                                                      | Cartoon Network | |
| 2         | Familia Flintstone: Pe pietre                                       | 2001      |                                                                      | Cartoon Network | Bazat pe Familia Flintstone. Dedicat lui William Hanna și Hoyt Curtin.                                                                 |
| 3         | Casa Foster pentru prieteni imaginari: Casa lui Bloo                | 2004      |                                                                      | Cartoon Network | |
| 4         | Party Wagon                                                         | 2004      | Snee-Osh, Inc.                                                       | Cartoon Network | Pilot nereușit pentru un serial lungmetraj.                                                                                            |
| 5         | Colegul meu de sală e o maimuță: Marea excursie                     | 2007      |                                                                      | Cartoon Network | |
| 6         | Tabăra lui Lazlo: Unde este Lazlo?                                  | 2007      |                                                                      | Cartoon Network | |
| 7         | Negrele aventuri ale lui Billy și Mandy: Mânia reginei păianjenilor | 2007      |                                                                      | Cartoon Network | |
| 8         | Ben 10: Secretul Omitrixului                                        | 2007      |                                                                      | Cartoon Network | Finalul serialului Ben 10. |
| 9         | Aventurile lui Billy și Mandy cu Bau-Bau                            | 2007      |                                                                      | Cartoon Network | |
| 10        | Transformers Animated: Transformați-vă                              | 2007      | Hasbro Entertainment                                                 | Cartoon Network | |
| 11        | Filmul Foster: Destinația - imaginația                              | 2008      |                                                                      | Cartoon Network | |
| Anii 2010 |                                                                     |           |                                                                      |                 | |
| 12        | Duncan, stăpânul focului                                            | 2010      | Pistor Productions                                                   | Cartoon Network | Primul film de animație pe computer produs de Cartoon Network Studios. Bazat pe banda desenată Firebreather publicată de Image Comics. |
| 13        | Ben 10: Vânătoarea de Extratereștrii                                | 2012      | Cartoon Network Asia Tiny Island Productions Monkey Punch Studio LLC | Cartoon Network | |
| 14        | Un show obișnuit: Filmul                                            | 2015      |                                                                      | Cartoon Network | Premieră cinematografică limitată în cinematografe independente între august și octombrie 2015.                                        |
| 15        | Steven Univers: Filmul                                              | 2019      |                                                                      | Cartoon Network | Finalul serialului Steven Univers. |
| Anii 2020 |                                                                     |           |                                                                      |                 | |
| 15        | Aventurile fraților urși: Filmul                                    | 2020      |                                                                      | Cartoon Network | Finalul serialului Aventurile fraților urși.                                                                                           |
| 16        | Ben 10 Împotriva Universului: Filmul                                | 2020      |                                                                      | Cartoon Network | |
| 17        | Craig Înainte de Dumbravă                                           | 2023      |                                                                      | Cartoon Network | Prequel al Craig și dumbrava. |
| 18        | The Adventure Time Movie                                            | VFA       |                                                                      | Cartoon Network | [ 54 ] |

#### Filme live action
| #         | Titlu                             | An        | Coproducție cu      | Canal           | Note                                                                                 |
| Anii 2000 | Anii 2000                         | Anii 2000 | Anii 2000           | Anii 2000       | Anii 2000                                                                            |
| --------- | --------------------------------- | --------- | ------------------- | --------------- | ------------------------------------------------------------------------------------ |
| 1         | Ben 10 - Cursa împotriva timpului | 2007      | Trouper Productions | Cartoon Network | Studioul a produs sub Alive and Kicking, Inc. Bazat pe Ben 10.                       |
| 2         | Ben 10: Roiul extraterestru       | 2009      | Trouper Productions | Cartoon Network | Studioul a produs sub Alive and Kicking, Inc. Bazat pe Ben 10: Echipa extraterestră. |
| Anii 2010 |                                   |           |                     |                 |                                                                                      |
| 3         | Invincibilii                      | 2011      | D and D Productions | Cartoon Network | Studioul a produs sub Alive and Kicking, Inc. Pilot al serialului cu același nume.   |

#### Filme teatrale
| #         | Titlu                      | An        | Coproducție cu | Distribuit de         | Note                                                     |
| Anii 2000 | Anii 2000                  | Anii 2000 | Anii 2000      | Anii 2000             | Anii 2000                                                |
| --------- | -------------------------- | --------- | -------------- | --------------------- | -------------------------------------------------------- |
| 1         | Fetițele Powerpuff: Filmul | 2002      |                | Warner Bros. Pictures | Singurul film teatral produs de Cartoon Network Studios. |